# ضربة أرضية
الضربة الأرضية في رياضات المضرب تشير إلى ضربة راحية أو ضربة قفوية تُضرب بعد ارتداد الكرة من أرضية الملعب. يستخدم المصطلح كثيرًا في رياضات كرة المضرب والبكبول ويُعاكسه الرشق التي تُضرب فيه الكرة قبل لمس الأرض. عادة ما تُستخدم الضربات الأرضية في الجزء الخلفي من الملعب قرب الأساس.